# Nikša Dobud
Nikša Dobud, född 5 augusti 1985 i Dubrovnik, är en kroatisk vattenpolospelare. Han ingick i Kroatiens landslag vid olympiska sommarspelen 2012.
Dobud tog OS-guld i herrarnas vattenpoloturnering i London. Hans målsaldo i turneringen var tolv mål, varav fem i matchen mot Kazakstan. EM-guld tog Dobud 2010 på hemmaplan i Zagreb.